# 村上氏
村上氏（むらかみし）は、日本の氏族。複数の系統があり、血縁関係にある氏族もあれば、無関係な氏族もある。

## 信濃村上氏（清和源氏頼清流）
清和源氏（河内源氏）頼清を祖とする信濃の国人領主。源平合戦の前哨戦となった市原合戦を戦った栗田氏はこの庶流とされ後に善光寺や戸隠神社の別当を世襲している。鎌倉時代から村上郷を領し、その後埴科郡を拠点とする北信の有力国人領主として、建武2年（1335年）の中先代の乱では「信濃惣大将」として鎮圧に当たった。その後足利将軍家から信濃守護家として遇された小笠原氏や北信濃の名族（同じ河内源氏の頼季流）井上一族や高梨氏、東信濃の名族滋野一族（海野氏など）と抗争を繰り返す。海野氏を滅ぼした後は武田氏の侵攻に晒され、武田信玄相手に二度も勝利を収めるも天文22年（1553年）村上義清・国清親子は越後の上杉謙信を頼り、信濃村上氏は終焉を迎える。このとき村上氏族のうち一部は、総州（下総・上総）や上野等の周辺の国々に飛散したといわれる。

## 信濃村上氏（清和源氏満快流）
源満仲の五弟満快（頼清の叔父）を祖とする一族。平安時代後期に信濃守として下向した源為公（満快の曾孫）の子である源為邦（村上源判官代）に始まる。平安時代末期には奥州合戦の功によって信濃夏目郷の地頭職を与えられた国忠の後裔が夏目氏を称した。しかし鎌倉幕府が倒れると青沼合戦の反乱軍側に加わって敗北し、各地に四散潜伏して三河にも逃れた。戦国時代には徳川家康家臣の夏目吉信などを輩出、江戸幕府の旗本となった。夏目漱石もこの家系の子孫を自称する。

## 古代の信濃村上氏
日本後紀（792年－833年の記録）に推古朝の頃高句麗から渡来して信濃各地に在住した伝承を持つ人々が日本の姓を名乗ることを申請したとある。その中で前部黒麻呂については村上の姓が与えられている。

## 伊予村上氏（村上水軍）
瀬戸内海の豪族で、水軍を率いた。能島・来島・因島の三つの家の総称で「三島村上氏」とも呼ばれる。上記の信濃村上氏の庶流で、保元の乱や平治の乱で活躍した村上為国の弟定国を祖とする説が有力とされているが、鎌倉期から戦国期にかけての水軍村上氏の各種系図には不明な点も多く正確な系譜は不明であり、他にも諸説ある。

## 伯耆村上氏
伯耆国汗入郡を本拠とする国人。室町時代には南条氏、小鴨氏などと並ぶ有力国人であったが、永正年間からの尼子氏侵攻によって伯耆から離れ、大内、但馬山名氏を経て最終的に毛利氏へ仕えた。永禄年間には伯耆へ帰国したものと思われる。

## 隠岐村上氏
隠岐国海士郡の在庁官人で、後に海士郡の公文、田荘両職を兼帯し、国人へと成長した。

## 越後国村上藩主村上氏
越後国村上藩主村上頼勝・村上忠勝。もと丹羽長秀家臣。丹羽氏の没落後は堀秀治の与力大名となり加賀国能美郡で6万6千石を領し、1598年（慶長3年）堀氏の越後移封にともない本庄9万石を領し、本庄を村上と改める。1603年（慶長8年）、3万石を加増され都合12万石となる。1610年（慶長15年）、堀氏のお家騒動の後に高田藩主松平忠輝の与力大名となる。1618年（元和4年）、家中騒動により改易された。